# Susan Sarandon
Susan Sarandon (født Susan Abigail Tomalin 4. oktober 1946 i New York City, USA) er en amerikansk skuespiller, der har været aktiv i film og tv siden 1970. For sin medvirken i Dead Man Walking i 1995 modtog hun en Oscar for bedste kvindelige hovedrolle, men var forinden nomineret til en Oscar fire gange.
Hun var gift med skuespilleren Chris Sarandon 1967-1979 og dannede par med skuespilleren Tim Robbins, som hun har to sønner med, fra 1988 til 2009. Sammen med Robbins udtalte hun sig i mange politiske spørgsmål fra et liberalt venstrestandpunkt. Hun har bl.a. markeret sig som kritiker af Irakkrigen, USA's udenrigspolitik og dødsstraf i USA, ligesom hun har kaldt den tidligere amerikanske præsident George W. Bush for en 'fascist'. 
Sarandon har en stjerne på Hollywood Walk of Fame.

## Filmografi i udvalg
- Joe (1970)
- Rocky Horror Picture Show (1975)
- Pretty Baby (1978)
- Atlantic City (1980)
- Hunger (1983)
- Heksene fra Eastwick (1987)
- Thelma & Louise (1991)
- Dead Man Walking (1995)
- Stepmom (1998)
- Igby Goes Down (2002)
- Alfie (2004)
- In the Valley of Elah (2007)
- Mr. Woodcock (2007)
- A Bad Moms Christmas (2017)